# 藻代卡 (伊奇尼亞區)
藻代卡（烏克蘭語：Заудайка），是烏克蘭北部的村莊，隸屬切爾尼希夫州的普里盧基區。該村始建於1580年，面積30.4平方公里，海拔高度120米，2021年人口430，人口密度每平方公里23.9人。
50°50′15″N 32°11′34″E / 50.83750°N 32.19278°E